# Glandă exocrină
Glanda exocrină este glanda care își secretă produsul prin intermediul unor mici canale de secreție speciale prin cavitățile din interiorul corpului sau de la suprafața acestuia.

## Lista glandelor exocrine
- Glandă salivară;
- Glandă mamară;
- Glandă sudoripară;
- Glandă parotidă;
- Glandă pilorică.

## Glande mixte
Glande care îmbină ambele funcții: endocrină și exocrină.
- Pancreas - elimină enzime amilolitice, proteolitice, lipolitice.
- Ovar - elimină ovule;
- Testicul - elimină spermatozoizi.